# Приватне копіювання
Приватне копіювання — це відтворення в домашніх умовах і в особистих цілях об'єктів авторського і суміжних прав, що належать до категорій фонограм, відеограм та аудіовізуальних творів.
Для такого відтворення використовується цифрове, аналогове та інше обладнання і матеріальні носії. 
При придбанні такого обладнання і носіїв, його майбутні власники, сплачують додаткові кошти на користь авторів (правовласників) незалежно від того, чи будуть вони відтворювати на ньому саме ті об'єкти авторського і суміжних прав, які вони не придбавали. 
Дані кошти виробники і (або) імпортери такого обладнання і носіїв вимушені закладати в ціні такого обладнання і носіїв, оскільки вони сплачують їх організаціям колективного управління. Саме ці організації, згідно із Законом України «Про авторське право і суміжні права» проводять збір, розподіл і виплату належних авторам (правовласникам) коштів за таке відтворення.